# 돌아온 자와 떠나야 할 자
돌아온 자와 떠나야 할 자는 1972년 공개된 대한민국의 영화이다.

## 배역
- 신성일
- 윤정희